# Хуго Юнкерс
Хуго Юнкерс (на немски: Hugo Junkers) е немски инженер, изобретател, професор по термодинамика, авиоконструктор и крупен индустриалец от края на 19 и началото на 20 в. Започнал дейността си като конструктор и производител на битова техника, по-късно той се ориентира към авио- и двигателостроенето; създава първия в света самолет, изработен изцяло от метал и оставя след смъртта си промишлена империя за производството на самолети и самолетни двигатели.

## Началото
Хуго Юнкерс е роден на 3 февруари 1859 г. в гр. Рейдт (дн. предградие на Мьонхенгладбах), Германия. Той е третият от седем сина в семейството на Хенрих и Луиза Юнкерс. Бащата е фабрикант, притежаващ земя, фабрика за керемиди и тъкачна фабрика. Юнкерс се представя като много добър ученик и студент, завършва техническо училище в гр. Бармен и техническите университети в Берлин, Карлсруе и Аахен, като още по време на следването си привлича вниманието на своите преподаватели. Неговият професор в Аахен, Адолф Слаби, го свързва с Вилхелм фон Ехелхойзер, разработващ нов газов двигател, с когото Х. Юнкерс основава на 21 октомври 1882 г. в гр. Десау първата си фирма — „Hugo Junkers — Civil Ingenieur, Dessau“. През 1882 г. той регистрира и първия си патент. Новооснованото предприятие разработва и произвежда основно отоплителни системи и газови бойлери за бита. Продукцията му има безупречна репутация и се радва на много добър пазар.
През 1883 г. е поканен за професор по термодинамика в университета в Аахен, където преподава до 1912 г. Там той организира експериментален отдел за разработка и производство на газови и дизелови двигатели, като отделът е изцяло финансиран от фирмата му „Junkers & Co“ (създадена през 1897 г. в Десау).

## Двигателите
През 1913 г. Х. Юнкерс основава в Магдебург фирмата Junkers Motorenwerke (Юнкерс Моторенверке) за производство на авиационни двигатели (работила до 1915 г.), а през 1923 г. в гр. Десау — дружеството с ограничена отговорност Junkers Motorenbau GmBH (известо като Jumo). Първият серийно произвеждан двигател е Junkers L 1; буталните двигатели на фирмата с марките Junkers и Jumo са широко използвани в немската авиационна промишленост, а по-късно с реактивния двигател Jumo 004 летят първите бойни реактивни самолети в света — изтребителят Me-262 и бомбардировачът Ar-234.

## Самолетите
През 1908 г. Х. Юнкерс се сближава с проф. Ханс Райснер, имащ интереси в областта на динамичното летене. Райснер е проектирал самолет с аеродинамична схема „патица“, който е построен във фирмата на Юнкерс Junkers & Co. През 1909 г. двамата започват съвместна работа, а през 1910 г. Х. Юнкерс регистрира първия си патент (№ 253788) в областта на авиацията, представляващ проект за самолет от тип „летящо крило“.
През 1914 – 1915 г. екипът на Юнкерс проектира и произвежда първия в света самолет, направен изцяло от метал. Това е J 1, останал в историята с името „Ламариненото магаре“. (Оригинално самолетът е наречен „Желязна птица“ (Eisenfogel), но скептично настроените към новата конструкция авиатори и специалисти го кръщават „Ламариненото магаре“ (Blechesel)).
Първият серийно произвеждан самолет с марката „Юнкерс“ е J 4 (военно обозначение Junkers J.I). Това е разузнавателен самолет, който е и първия в света брониран боен самолет, тъй като част от тялото представлява бронирана вана, в която се помещават пилотската кабина и двигателя (подобна конструкция е използвана и от екипа на С. Илюшин при създаването на щурмовика Ил-2 в края на 1930-те г.). Първият полет на J 4 е в началото на 1917 г., а самолетът участва в сраженията на Първата световна война.
На 4 май 1918 г. прави първия си полет J 10 — първият в света серийно произвеждан целометалически моноплан. Това е разузнавателен самолет, но поражението на Германия във войната, налага преустройството на построените машини в пътнически и пощенски самолети.
Под ръководството на проф. Хуго Юнкерс са разработени още много самолети. Сред тях са пътническия Junkers F 13, отбелязал голям търговски успех и изнасян за много държави и чужди авиокомпании; гигантът Junkers G 38, най-големият сухопътен самолет за времето си (1929 г.) и Junkers Ju 52/3m — самолет, станал известен в целия свят, притежаван от 27 авиокомпании през 1937 г. и гръбнак на транспортната авиация на Луфтвафе през Втората световна война. Последният самолет, разработен под ръководството на Х. Юнкерс е пътническия (за 6 души) Ju 60 през 1932 г.
Самолетите „Юнкерс“ са произвеждани по лиценз в Швеция, Япония, Франция, Испания и СССР.

## Хуго Юнкерс и Съветския съюз
След края на Първата световна война Германия е лишена от правото да развива военна промишленост. Частичен изход от това положение се намира в подписания през 1922 г. Рапалски договор (по името на Рапало, предградие на Генуа, Италия) между Германия и СССР. С този договор двете държави се признават взаимно (Съветския съюз все още не е признат от Световните сили) и слагат началото на политически и промишлено-икономически взаимоотношение. Осланяйки се на Рапалския договор, много немски фирми започват да разработват различни образци военна техника и да ги продават на СССР. Хуго Юнкерс постъпва иначе — той получава от съветското правителство концесия са самолетостроене на съветска територия и изгражда в московското предградие Фили най-модерното до този момент предприятие за производство на самолети в СССР. Благодарение на това съветската държава получава освен машините, произведени в предприятието, и така необходимия опит и подготовка на кадри в самолетостроенето.

## В Нацистка Германия
След идването на власт на НСДАП на Хитлер в Германия, професор Юнкерс изпада в немилост. Той не е долюбван от нацистите заради социалистическите си и пацифистки убеждения. Обвиняван е във връзки с левичарски настроени групи и в съюз с комунистите. За последното обвинение голяма роля изиграва и построеният от него авиозавод край Москва. Х. Юнкерс и най-близките му сътрудници постепенно започват да бъдат изтласквани от ръководните места в концерна Юнкерс и да се заменят с верни на режима хора. Самият Х. Юнкерс е подложен на полицейски тормоз и лишен от правото да се среща с колегите и сътрудниците си. Изолиран в имението си в Байришцел (Bayrischzell), професор Хуго Юнкерс умира след дълго боледуване на рождения си ден – 3 февруари, – на 76-годишна възраст.